# Tizenhatpettyes katica
A tizenhatpettyes katica (Tytthaspis sedecimpunctata) a katicabogárfélék családjába tartozó, Eurázsiában honos, főleg lisztharmatspórákkal táplálkozó bogárfaj.

## Megjelenése
A tizenhatpettyes katica testhossza 2,5-3 mm. Teste felülről ovális körvonalú, erősen domború, majdnem félgömb alakú. Alapszíne sárga, halványsárga, de a halványszürke, majdnem fehér példányok sem ritkák, különösen az év második felében. A szárnyfedőkön 16-18 fekete pötty látható, de a három oldalsó többnyire összeolvad. Ismert egy ritka fekete változata (forma poweri) is.
Feje finoman pontozott és ritkásan szőrözött. Hátsó része és a felső ajaklemez (labrum) fekete. A rágók és csápok vége sötét. A rágók belső pereme finoman fésűs, amivel az állat összegyűjtheti a gombaspórákat. A csápok hosszabbak a fejszélességnél, végük bunkós, az utolsó íz csapott végű. Az előtor a lekerekített hátsó sarkaknál a legszélesebb, finoman pontozott felszínén többnyire hat fekete pötty található, amelyek különféle módon összeolvadhatnak. A pajzsocska (scutellum) kicsi, összezárt szárnyfedőknél nem is látszik. A finoman pontozott, domború, pöttyös szárnyfedők varrata fekete vonallal hangsúlyozott. Hasi oldala a szélek kivételével fekete és finoman pelyhes. A lábakon a csípő és a comb alsó része fekete, a többi rész narancssárga. Karmai feketék.
Lárvája halvány  szürkésbarna, feje és lábai sötétebbek. A torszelvények kétoldalán, illetve a potrohon hat sorban sötét, sörtés, csak kicsit kiemelkedő szemölcsök sorakoznak.  

## Elterjedése
Eurázsiában honos, a Brit-szigetektől Nyugat-Kínáig. Északon Dél-Skandináviáig hatol. Európa-szerte elterjedt és gyakori faj. 

## Életmódja
Különféle élőhelyeken - erdőben, réteken, útszéleken, parkokban, kertekben - található meg, többnyire a fűben vagy a kórókon, alacsonyabb bokrokon, cserjéken. Gyakoriak, néha tömegesek lehetnek az ernyősök virágain, a csalánon, árvacsalánon, búzavirágon, boglárkán, pitypangon. Kora tavasszal bújnak elő és áprilistól egészen szeptember-októberig folyamatosan láthatók. Kis mérete és rejtőző életmódja (többnyire a levelek alsó oldalán tartózkodik) miatt nehéz észrevenni. Mind a felnőtt katica, mind a lárva mindenevő; leginkább a lisztharmatgombák spóráit fogyasztják, de megeszik a virágport, a nektárt, különféle mikroszkopikus gombákat, néha atkákat, apró rovarokat is. A teleléshez az imágók nagy tömegben gyűlnek össze a megfelelő védett helyeken, fűcsomókban, száraz növények alatt, de fatörzseken, kőfalakon is. Ilyenkor más katicafajokkal összevegyülhetnek. A katicák közül a tizenhatpettyes telel a legnagyobb tömegben, találtak már több mint 10 ezer egyedből álló csoportosulást is. 

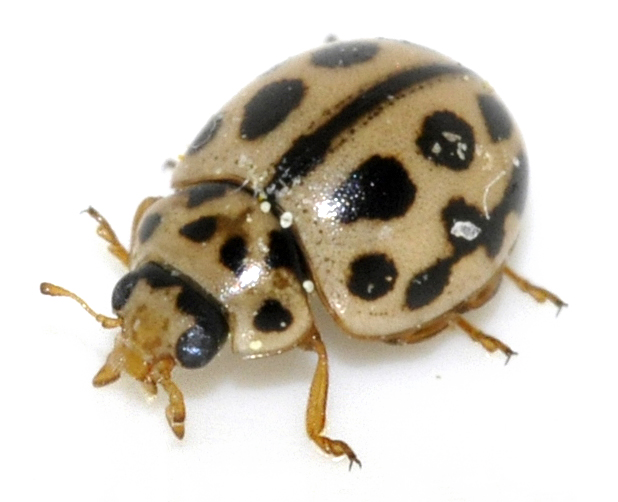
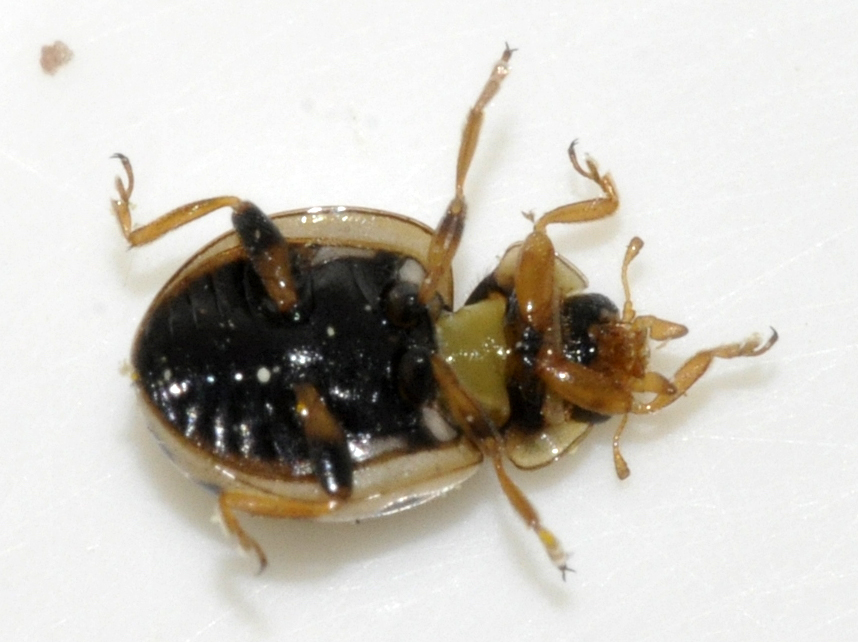
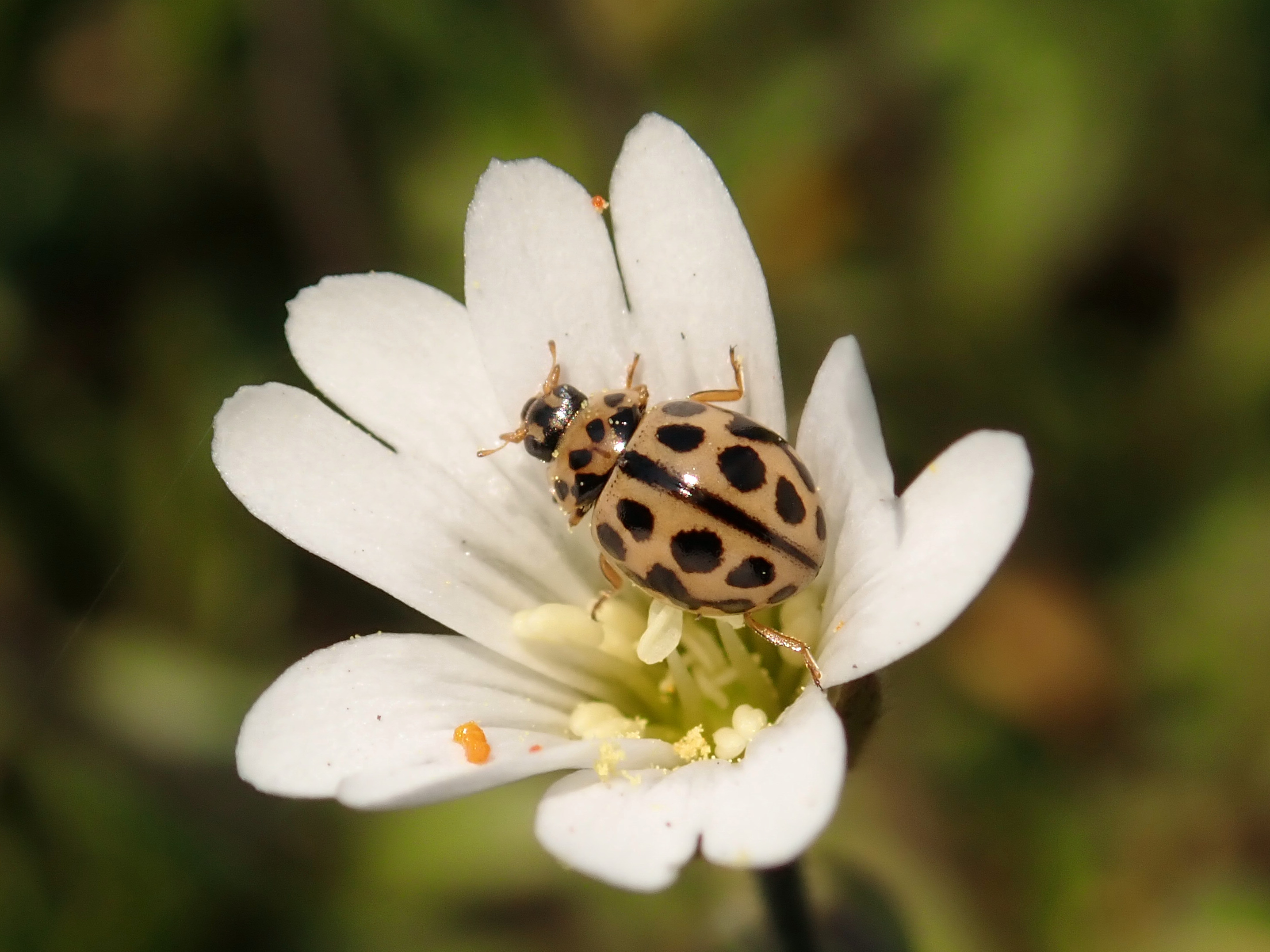
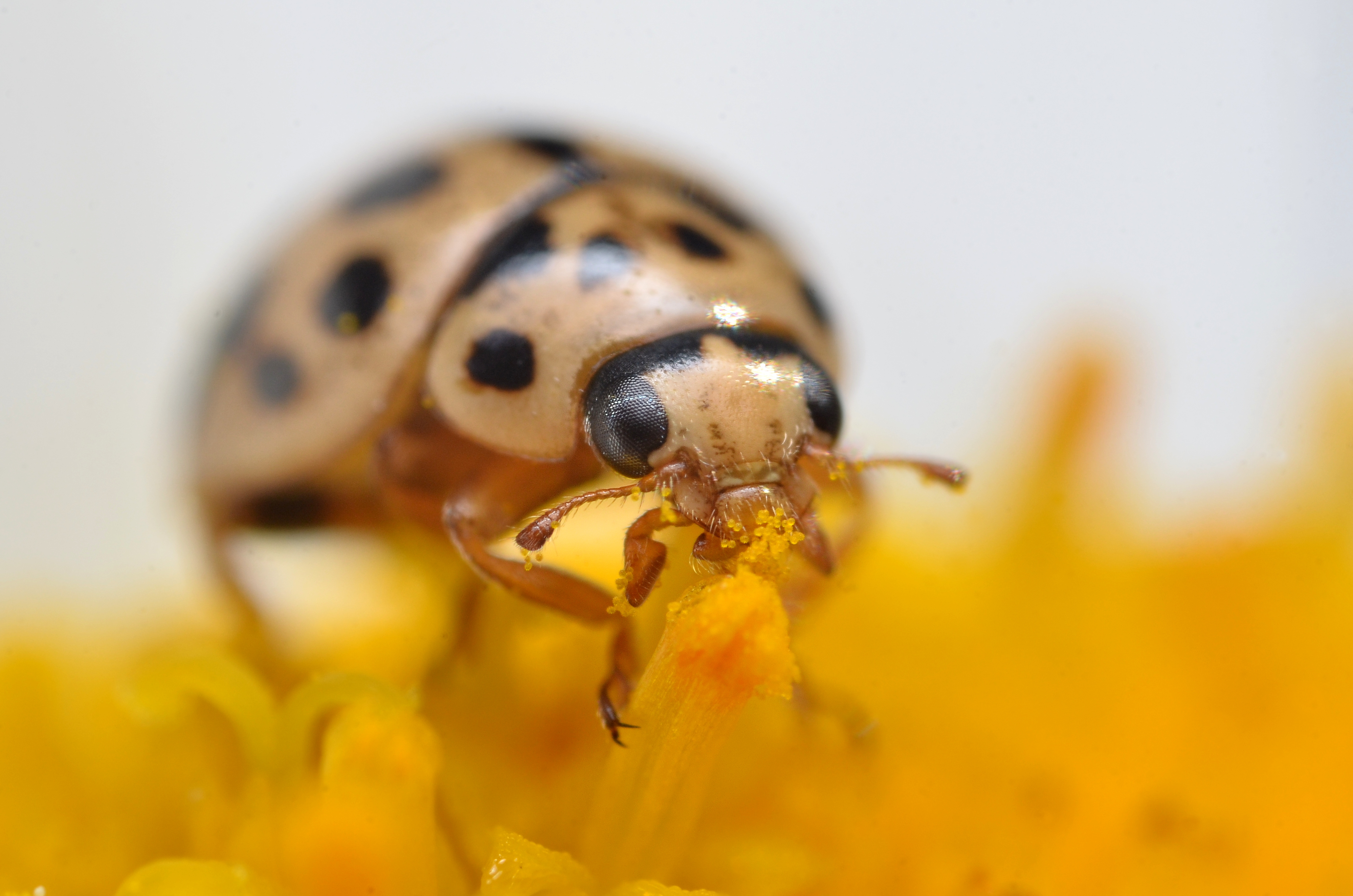
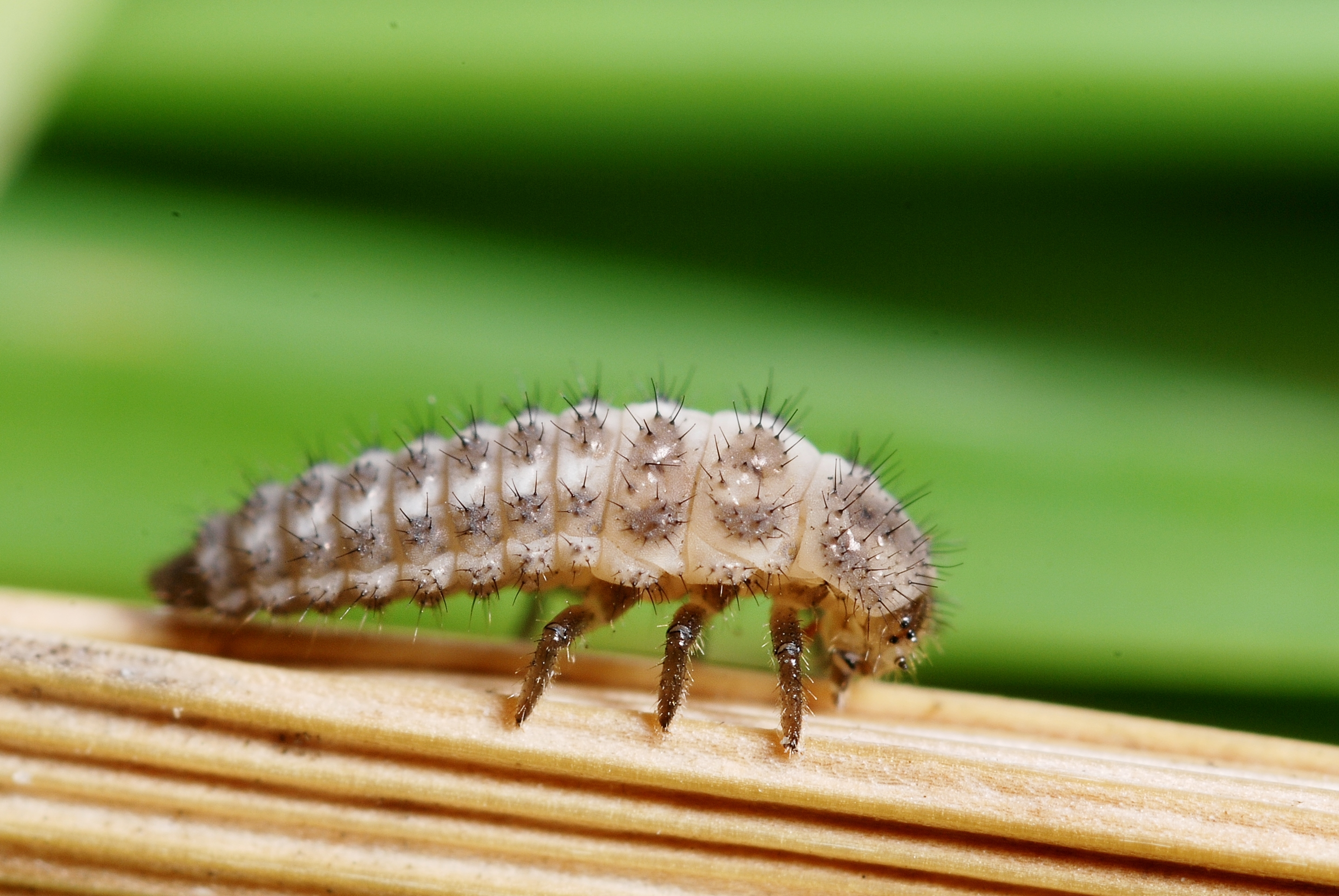

Magyarországon nem védett.